# Mistrzostwa Świata w Narciarstwie Alpejskim 1939 – kombinacja kobiet
Kombinacja kobiet na 9. Mistrzostwach Świata w Narciarstwie Alpejskim została rozegrana w dniach 14 - 15 lutego 1939 roku. Tytuł sprzed roku obroniła reprezentująca III Rzeszę Christl Cranz. Drugie miejsce zajęła Gritli Schaad ze Szwajcarii, a brązowy medal zdobyła kolejna reprezentantka III Rzeszy - Josefa Frandl.
Kombinację ukończyło 19. zawodniczek. Żeby zostać sklasyfikowaną zawodniczka musiała ukończyć dwie pozostałe konkurencje: zjazd i slalom. 

## Wyniki
| Pozycja | Zawodniczka                | Państwo         | Zjazd | Slalom | Wynik |
| ------- | -------------------------- | --------------- | ----- | ------ | ----- |
| 01 !    | Christl Cranz              | III Rzesza      | 205,2 | 125,0  | 330,2 |
| 02 !    | Gritli Schaad              | Szwajcaria      | 226,3 | 133,2  | 359,5 |
| 03 !    | Josefa Frandl              | III Rzesza      | 219,2 | 143,1  | 362,3 |
| 4       | May Nilsson                | Szwecja         | 243,3 | 140,6  | 383,9 |
| 5       | Laila Schou Nilsen         | Norwegia        | 235,9 | 149,9  | 385,8 |
| 6       | Elisabeth Hoferer          | III Rzesza      | 246,4 | 143,4  | 389,8 |
| 7       | Elisabeth Spockeli         | Norwegia        | 259,4 | 147,0  | 406,4 |
| 8       | Zofia Stopkówna            | Polska          | 265,3 | 160,9  | 426,2 |
| 9       | Cécile Agnel               | Francja         | 231,2 | 199,9  | 431,1 |
| 10      | Nicole Villan              | Francja         | 228,6 | 202,9  | 431,5 |
| 11      | Nini von Arx-Zogg          | Szwajcaria      | 233,4 | 207,0  | 440,4 |
| 12      | Maria Marusarzówna         | Polska          | 273,3 | 174,8  | 448,1 |
| 13      | Philippa Harrison          | Wielka Brytania | 240,5 | 241,0  | 481,5 |
| 14      | Elvira Osirnig             | Szwajcaria      | 249,7 | 242,7  | 492,4 |
| 15      | Christiane de la Fressange | Francja         | 244,6 | 265,0  | 509,6 |
| 16      | Helen Palmer-Tomkinson     | Wielka Brytania | 236,7 | 274,4  | 511,1 |
| 17      | Isobel Roe                 | Wielka Brytania | 230,7 | 300,7  | 531,4 |
| 18      | Marion Miller              | Kanada          | 275,5 | 384,6  | 560,1 |
| 19      | Jadwiga Bornet             | Polska          | 278,0 | 308,4  | 585,4 |